# Henry Briggs (nhà toán học)
Henry Briggs (1561-1630) là nhà toán học người Anh. Ông chính là người cải tiến phép toán logarit. Lúc đầu, các bản logarit của John Napier còn nhiều khiếm khuyết. Sau khi đọc công trình của Napier được viết bằng tiếng Latin ngay sau khi nó được công bố, Briggs lập tức thấy được ý nghĩa của phát minh kỳ diệu này. Briggs viết thư gửi cho Napier đề nghị gặp gỡ trao đổi và nêu ra nhiều cải tiến cho phát minh đó. Hai nhà toán học gặp nhau vào mùa hè năm 1615. Briggs đề nghị định nghĩa lại logarit thập phân (logarit cơ số 10). Thực ra, bản thân Napier có nghĩ đến cơ số 10 những lại không đủ sức làm nên các bảng logarit mới. Napier đã đề nghị Briggs xây dựng các bảng như thế. Sau đó hai năm, các bảng logarit thập phân đầu tiên đã được Briggs xây dựng.